# Tre Grazie (Rubens)
Le Tre Grazie è un dipinto a olio su tela (221x181 cm), realizzato verso il 1638 circa da Peter Paul Rubens e conservato nel Museo del Prado.
L'opera ritrae le famose tre dee della mitologia greca; esse sono: 
- Aglaia, lo splendore;
- Eufrosine, la gioia e la bellezza;
- Talia, la prosperità e portatrice di fiori.

Le tre Grazie, come in altri dipinti precedenti, sono raffigurate insieme nell'atto di danzare; una di loro, in questo caso quella al centro, è rappresentata di spalle.